# Mikkel Nielsen
Mikkel Marek Nielsen (13. september 1988) er en dansk atlet. Han var medlem af Aarhus 1900 frem til 2010 og derefter i Sparta Atletik.
Mikkel Nielsen er søn til den tidligere længdespringer Renata Pytelewska Nielsen og Dansk Atletik Forbunds nuværende sportschef Lars Nielsen. Han er tvillingebror til Peder Pawel Nielsen. Han trænedes i løbet af årene i Aarhus af sine forældre og Ole Kvist. Nu trænes han af Thor Torp.

## Internationale ungdomsmesterskaber
- Bronze NM U23 Stangspring 4,90
- Sølv 2007 NMJ Stangspring

## Danske mesterskaber
- Sølv 2012 Stangspring-inde 5,25
- Guld 2011 Stangspring 5,25
- Sølv 2011 Stangspring-inde 4,85
- Bronze 2010 Stangspring 4,65
- Sølv 2010 Stangspring-inde 4,85
- Sølv 2009 Stangspring 4,65
- Sølv 2009 Stangspring-inde 4,90
- Sølv 2008 Stangspring 4,85
- Sølv 2008 Stangspring-inde 4,80

Danske juniormesterskaber, op til 19 år
- Guld 2007 Stangspring inde 4,70
- Guld 2006 Stangspring inde 4,20

## Personlige rekorder
- Stangspring: 5,43 Ingolstadt, Tyskland 22. juni 2012
- Stangspring-inde: 5,45 Potsdam, Tyskland 15. februar 2014